# Jiří Lederer
Jiří Lederer (* 15. Juli 1922 in Solnitz, Adlergebirge; † 12. Oktober 1983 in Bayerisch Gmain) war ein tschechischer Journalist, Oppositioneller und Bürgerrechtler.

## Leben und Wirken
Lederer studierte Philosophie an der Karls-Universität in Prag und parallel dazu noch Politikwissenschaft an der Hochschule für politische und soziale Wissenschaften.
Ab 1946 fand Lederer eine Anstellung als Journalist bei der sozialdemokratisch ausgerichteten Zeitschriften bzw. Zeitungen wie „Právo lidu“ oder „Smer“ und wurde so ein Kollege von Josef Hora und Otto Katz. Als 1948 in der Tschechoslowakei die sozialdemokratische Partei Česká strana sociálně demokratická (ČSSD) von der kommunistischen Partei Komunistická strana Československa geschluckt wurde, kommentierte dies Lederer mit seinem Essay „Democracy - good bye!“ Seiner daraufhin angeordneten Verhaftung konnte er nur durch seine Flucht nach Polen entgehen.
Dort begann an der Universität Krakau Polonistik und Soziologie studieren. Während dieses Studiums lernte er seine zukünftige Ehefrau kennen, heiratete sie später und hatte eine Tochter mit ihr. Seinen regimekritischen Äußerungen auf einem Journalistenkongreß im Jahr 1951 folgte der sofortige Ausschluss aus dem tschechischen Journalistenverband; dies war insofern dramatisch, da ihm damit jegliche Art von journalistischer Arbeit verboten wurde.
Bis zur Tauwetterperiode verdiente Lederer den Lebensunterhalt für sich und seine Familie als Berg- und Fabrikarbeiter. Erst 1955 durfte er wieder veröffentlichen. Er wurde Mitglied der Redaktion der Zeitschrift „Večerni Praha“ (Boulevardzeitung). Als er dort Josef Škvoreckýs Roman „Zbabělci“ (Feigling) sehr positiv rezensierte, fiel er in Ungnade und wurde arbeitslos.
Zwischen 1959 und 1962 fungierte Lederer als Redakteur der Zeitschrift „Technicke noviny“ und wechselte anschließend bis 1967 zu Radio Praha. Danach durfte er wieder uneingeschränkt schreiben.  1963 wurde ihm eine Studienreise nach Polen erlaubt und 1967 wurde er vom polnischen Journalistenverband geehrt.
Im Verlauf der 60er Jahre wurde Lederer zu einem wichtigen Mitarbeiter literarischer Zeitschriften, wie Literární noviny, Literární listy u. a. 1972 wurde Lederer wegen Verunglimpfung eines sozialistischen Staates und seiner Vertreter angeklagt und zu zwei Jahren Haft verurteilt.
Ende 1976 gehörte Lederer zu den Initiatoren der Charta 77. Als diese im Januar 1977 veröffentlicht wurde, war Lederer unter den ersten Verhafteten. Die Anklage lautete auf subversive Tätigkeit. Im Januar 1980 wurde er aus der Haft entlassen und am 1. September desselben Jahres wurde er zusammen mit Ehefrau Elzbieta und Tochter Monika in die Bundesrepublik Deutschland abgeschoben. Noch im selben Monat erhielt Lederer von der Konrad-Adenauer-Stiftung den Forschungsauftrag Menschenrechte in Osteuropa. Daneben arbeitete Lederer auch gelegentlich für den Deutschlandfunk und Sender Freies Europa.
Ende Juli 1983 erlitt Lederer einen Herzinfarkt. An dessen Folgen starb er am 12. Oktober 1983 in Bayerisch Gmain und fand dort auch seine letzte Ruhestätte.

## Werke (Auswahl)
- Jan Palach. Ein biographischer Bericht. Unionsverlag, Zürich 1982, ISBN 3-293-00037-1.
- Mein Polen lebt. Zwei Jahrhunderte Kampf gegen Fremdherrschaft („Mé Polsko“). Bund-Verlag, Köln 1981, ISBN 3-7663-0487-9.
- Tschechische Gespräche. Schriftsteller geben Antwort („Českérozhovory“). Rowohlt, Reinbek 1979, ISBN 3-498-03820-6 (zusammen mit Ludvík Vaculík).